# جام جهانی بسکتبال
جام جهانی بسکتبال که بین سال‌های ۱۹۵۰ تا ۲۰۱۰ با نام قهرمانی بسکتبال مردان جهان شناخته می‌شد، مسابقاتی بین‌المللی است که هر چهار سال یک‌بار با شرکت تیم‌های ملی بسکتبال مردان برتر دنیا با نظارت فدراسیون بین‌المللی بسکتبال (فیبا) در یک کشور برگزار می‌شود. مسابقات مشابهی برای زنان در همان سال در یک کشور دیگر برگزار می‌شود.
این مسابقات هم‌اکنون با شرکت ۳۲ تیم منتخب از ۵ کنفدراسیون قاره‌ای انجام می‌شود و بعد از مسابقات بسکتبال المپیک، دومین رویداد مهم مسابقات بین‌المللی ورزش بسکتبال است.
مدافع عنوان قهرمانی این مسابقات تیم ملی بسکتبال آلمان است که در سال ۲۰۲۳ در نوزدهمین دوره از مسابقات جام جهانی که در کشورهای ژاپن، اندونزی، فیلیپین برگزار شد، توانست با غلبه بر تیم ملی صربستان در دیدار نهایی قهرمان مسابقات شود.

## تاریخچه
نخستین دوره این مسابقات در سال ۱۹۵۰ در آرژانتین با شرکت ۱۰ کشور، به صورت دوحذفی برگزار شد و با قرار گرفتن آرژانتین، آمریکا و شیلی بر سه سکوی اول به پایان رسید. ۴ دورهٔ بعدی مسابقات نیز در آمریکای جنوبی برگزار شد.
مسابقات سال ۱۹۸۶ در اسپانیا برای اولین بار با شرکت ۲۴ تیم برگزار شد، اما پس از آن مسابقات با حضور ۱۶ تیم ادامه یافت و در سال ۲۰۰۶ دوباره با شرکت ۲۴ تیم و این بار در سایتاما ژاپن برگزار شد. نکتهٔ جالب در مورد مسابقات جام جهانی بسکتبال این است که بعد از آمریکا که با ۵ عنوان قهرمانی در رتبهٔ اول قرار دارد، دو کشور منحل شدهٔ شوروی و یوگسلاوی به ترتیب در رتبهٔ دوم و سوم تاریخ این مسابقات از نطر کسب عناوین قهرمانی قرار دارند.

### تیم ملی ایران در جام جهانی
تیم ملی بسکتبال ایران تاکنون در چهار دوره از این مسابقات شرکت کرده‌است که در نخستین حضورش در سال ۲۰۱۰ که در ترکیه برگزار می‌شد، در ردهٔ نوزدهم قرار گرفت و در مسابقات سال ۲۰۱۴ اسپانیا نیز در ردهٔ ۲۱ جهان ایستاد. مسابقات ۲۰۱۹ چین سومین حضور تیم ملی بسکتبال ایران در جام جهانی بود که در گروه C با تیم‌های اسپانیا، پورتوریکو و تونس در شهر گوانگ‌ژو به رقابت پرداخت و در نهایت رتبهٔ بیست و سوم را به‌دست آورد. 
ایران در نخستین دیدار خود در جام جهانی ۲۰۲۳ در مقابل تیم ملی برزیل با نتیجهٔ ۵۹-۱۰۰ مغلوب شد و در دومین دیدار نیز در یک بازی نزدیک، با نتیجهٔ ۶۹-۷۱ در مقابل تیم ساحل عاج شکست خورد. سومین بازی ایران در روز ۸ شهریور ۱۴۰۲ برابر تیم ملی اسپانیا، تیم نخست رنکینگ جهانی در کشور اندونزی برگزار شد و این بازی با نتیجهٔ ۸۵-۶۸ به نفع اسپانیا به پایان رسید. تیم ملی بسکتبال ایران در ادامه برای کسب رده‌های ۱۷ تا ۳۲ ابتدا به مصاف فرانسه رفت و با نتیجهٔ ۵۵-۸۲ شکست خورد. ایران در آخرین دیدار خود در این دوره به مصاف تیم ملی لبنان رفت و این بازی را نیز با نتیجهٔ ۷۳-۸۱ واگذار کرد و در رده‌بندی نهایی، در میان ۳۲ تیم، رتبهٔ ۳۱ را به‌دست آورد.

## نتایج
| سال         | میزبان                                         |                       | دیدار پایانی  | دیدار پایانی          | دیدار پایانی          |               | رده‌بندی               | رده‌بندی       | رده‌بندی               |    | تعداد تیم |
| سال         | میزبان                                         | قهرمان                | نتیجه         | نایب قهرمان           | سوم                   | نتیجه         | چهارم                 |               |                       |    | تعداد تیم |
| ----------- | ---------------------------------------------- | --------------------- | ------------- | --------------------- | --------------------- | ------------- | --------------------- | ------------- | --------------------- | -- | --------- |
| ۱۹۵۰        | آرژانتین · (بوئنوس آیرس)                       | · آرژانتین            | رقابت دوره ای | · ایالات متحده آمریکا | · شیلی                | رقابت دوره ای | · برزیل               | ۱۰            |                       |    |           |
| ۱۹۵۴        | برزیل · (ریو دو ژانیرو)                        | · ایالات متحده آمریکا | رقابت دوره ای | · برزیل               | · فیلیپین             | رقابت دوره ای | · فرانسه              | ۱۲            |                       |    |           |
| ۱۹۵۹        | شیلی · (سانتیاگو)                              | · برزیل               | رقابت دوره ای | · ایالات متحده آمریکا | · شیلی                | رقابت دوره ای | · تایوان              | ۱۳            |                       |    |           |
| ۱۹۶۳        | برزیل · (ریو دو ژانیرو)                        | · برزیل               | رقابت دوره ای | · یوگسلاوی            | · اتحاد جماهیر شوروی  | رقابت دوره ای | · ایالات متحده آمریکا | ۱۳            |                       |    |           |
| ۱۹۶۷        | اروگوئه · (مونته‌ویدئو)                         | · اتحاد جماهیر شوروی  | رقابت دوره ای | · یوگسلاوی            | · برزیل               | رقابت دوره ای | · ایالات متحده آمریکا | ۱۳            |                       |    |           |
| ۱۹۷۰        | جمهوری فدرال سوسیالیستی یوگسلاوی · (لیوبلیانا) | · یوگسلاوی            | رقابت دوره ای | · برزیل               | · اتحاد جماهیر شوروی  | رقابت دوره ای | · ایتالیا             | ۱۳            |                       |    |           |
| ۱۹۷۴        | پورتوریکو · (سان خوآن)                         | · اتحاد جماهیر شوروی  | رقابت دوره ای | · یوگسلاوی            | · ایالات متحده آمریکا | رقابت دوره ای | · کوبا                | ۱۴            |                       |    |           |
| ۱۹۷۸        | فیلیپین · (کزون سیتی)                          | · یوگسلاوی            | ۸۲–۸۱ (و.ا)   | · اتحاد جماهیر شوروی  | · برزیل               | ۸۶–۸۵         | · ایتالیا             | ۱۴            |                       |    |           |
| ۱۹۸۲        | کلمبیا · (کالی)                                | · اتحاد جماهیر شوروی  | ۹۵–۹۴         | · ایالات متحده آمریکا | · یوگسلاوی            | ۱۱۹–۱۱۷       | · اسپانیا             | ۱۳            |                       |    |           |
| ۱۹۸۶        | اسپانیا · (مادرید)                             | · ایالات متحده آمریکا | ۸۷–۸۵         | · اتحاد جماهیر شوروی  | · یوگسلاوی            | ۱۱۷–۹۱        | · برزیل               | ۲۴            |                       |    |           |
| ۱۹۹۰        | آرژانتین · (بوئنوس آیرس)                       | · یوگسلاوی            | ۹۲–۷۵         | · اتحاد جماهیر شوروی  | · ایالات متحده آمریکا | ۱۰۷–۱۰۵ (و.ا) | · پورتوریکو           | ۱۶            |                       |    |           |
| ۱۹۹۴        | کانادا · (تورنتو)                              | · ایالات متحده آمریکا | ۱۳۷–۹۱        | · روسیه               | · کرواسی              | ۷۸–۶۰         | · یونان               | ۱۶            |                       |    |           |
| ۱۹۹۸        | یونان · (آتن، پیره)                            | · یوگسلاوی            | ۶۴–۶۲         | · روسیه               | · ایالات متحده آمریکا | ۸۴–۶۱         | · یونان               | ۱۶            |                       |    |           |
| ۲۰۰۲ جزئیات | ایالات متحده آمریکا · (ایندیاناپلیس)           | · یوگسلاوی            | ۸۴–۷۷ (و.ا)   | · آرژانتین            | · آلمان               | ۱۱۷–۹۴        | · نیوزیلند            | ۱۶            |                       |    |           |
| ۲۰۰۶ جزئیات | ژاپن · (سایتاما)                               | · اسپانیا             | ۷۰–۴۷         | · یونان               | · ایالات متحده آمریکا | ۹۶–۸۱         | · آرژانتین            | ۲۴            |                       |    |           |
| ۲۰۱۰ جزئیات | ترکیه · (استانبول)                             | · ایالات متحده آمریکا | ۸۱–۶۴         | · ترکیه               | · لیتوانی             | ۹۹–۸۸         | · صربستان             | ۲۴            |                       |    |           |
| ۲۰۱۴ جزئیات | اسپانیا · (مادرید)                             | · ایالات متحده آمریکا | ۱۲۹–۹۲        | · صربستان             | · فرانسه              | ۹۵–۹۳         | · لیتوانی             | ۲۴            |                       |    |           |
| ۲۰۱۹ جزئیات | چین · (پکن)                                    | · اسپانیا             | ۷۵-۹۵         | · آرژانتین            | · فرانسه              | ۵۹-۶۷         | · استرالیا            | ۳۲            |                       |    |           |
| ۲۰۲۳ جزئیات | فیلیپین · ژاپن · اندونزی                       |                       | · آلمان       | ۷۷-۸۳                 | · صربستان             |               | · کانادا              | ۱۲۷–۱۱۸ (و.ا) | · ایالات متحده آمریکا | ۳۲ |           |
| ۲۰۲۷ جزئیات | قطر · (دوحه)                                   |                       |               |                       |                       |               |                       |               |                       | ۳۲ |           |

## جدول مدال
| رتبه            | کشور                | طلا | نقره | برنز | مجموع |
| --------------- | ------------------- | --- | ---- | ---- | ----- |
| ۱               | ایالات متحده آمریکا | ۵   | ۳    | ۴    | ۱۲    |
| ۲               | یوگسلاوی            | ۵   | ۳    | ۲    | ۱۰    |
| ۳               | اتحاد جماهیر شوروی  | ۳   | ۳    | ۲    | ۸     |
| ۴               | برزیل               | ۲   | ۲    | ۲    | ۶     |
| ۵               | اسپانیا             | ۲   | ۰    | ۰    | ۲     |
| ۶               | آرژانتین            | ۱   | ۲    | ۰    | ۳     |
| ۷               | آلمان               | ۱   | ۰    | ۱    | ۲     |
| ۸               | روسیه               | ۰   | ۲    | ۰    | ۲     |
| ۸               | صربستان             | ۰   | ۲    | ۰    | ۲     |
| ۱۰              | ترکیه               | ۰   | ۱    | ۰    | ۱     |
| ۱۰              | یونان               | ۰   | ۱    | ۰    | ۱     |
| ۱۲              | شیلی                | ۰   | ۰    | ۲    | ۲     |
| ۱۲              | فرانسه              | ۰   | ۰    | ۲    | ۲     |
| ۱۴              | فیلیپین             | ۰   | ۰    | ۱    | ۱     |
| ۱۴              | لیتوانی             | ۰   | ۰    | ۱    | ۱     |
| ۱۴              | کرواسی              | ۰   | ۰    | ۱    | ۱     |
| مجموع (۱۶ کشور) | مجموع (۱۶ کشور)     | ۱۹  | ۱۹   | ۱۸   | ۵۶    |